# Ulrik IV. Pfanberški
Ulrik IV. Pfanberški ( ok. 1260 – pred 1318) je bil Pfanberški grof od leta 1287 do svoje smrti.

## Življenje
Ulrik je bil sin grofa Henrika Pfanberškega in njegove žene Neže iz Plaina. Prvič je bil omenjen leta 1278 skupaj s starejšim bratom Hermanom v dokumentu, arhiviranem v opatiji sv. Pavla v Labotski dolini .
Po Hermanovi smrti leta 1287 je Ulrik podedoval njegovo posest, razen Dravograda (Unterdrauburg današnji Dravograd ), ki je ostal v rokah Hermanove vdove Elizabete, rojene Vovbrške grofice, ker je bil Ulrik v težkem finančnem položaju in si ni mogel privoščiti izplačila njege pokojnine.
Ulrik se je leta 1287 ali v začetku leta 1288 poročil z Margareto Vovbrško. V nedeljo pred vnebohodom je na Pliberškem gradu potrdil, da je njegov tast, grof Ulrik II. Vovbrški, izplačal Margaretino doto v višini 1000 srebrnih mark in da se bosta z Margareto odpovedala kakršnim koli upravičenim zahtevam po dedovanju. Posledica te poroke je bila, da, ko je rodbina Vovbrških leta 1322 izumrla po moški liniji, je velik del njihovega premoženja podedovala rodbina Pfanberških.
Ulrikov dedek je bil energičen človek, ki je za svojo družino dosegel grofovski naziv, njegov oče Henrik pa je bil slavni vitez z vodstvenimi lastnostmi. Nasprotno pa kronisti skorajda ne omenjajo Ulrika IV. Ottokar aus der Gaal v svoji štajerski rimani kroniki omenja, da je Ulrik IV. sodeloval pri uporu proti vojvodi Albertu Avstrijskemu konec leta 1291 in v začetku leta 1292 ter bil član delegacije, poslane k salzburškemu nadškofu Conradu, da bi ga prepričal, naj se pridruži uporu. Zdi se, da se ni odlikoval s svojo hrabrostjo in za razliko od svojih prednikov, ki so bili pogosto v vojni z duhovščino, je bil Ulrik IV. zelo radodaren do cerkve in samostanov, kar je očitno poslabšalo njegove finančne težave in spravilo pod hipoteko ali zastavo skoraj vse njegovo premoženje.
Ulrik IV. je verjetno spremljal vojvodo Alberta v njegovem nesrečnem vojaškem pohodu na Madžarsko leta 1291. Kasneje istega leta je na Štajerskem izbruhnil upor, ker vojvoda Albert ni hotel potrditi plemiških stanovskih privilegijev . Njegov tast je bil verjetno gonilna sila te zavrnitve, saj sam Albert v tem spopadu ni igral velike vloge. Upor je propadel marca 1292, s tem ko je Albert v kraju Bruck an der Mur in ujel uporniškega vodjo Friderika Štubenberškega . Ulrik IV. Pfanberški konec leta 1292 in v začetku leta 1293 ni sodeloval pri uporu proti koroškemu vojvodi Majnhardu II.
Leta 1292 so bile zabeležene donacije ministerialov grofov Pfanberških iz Laza in Mordaxov opatiji Rein. 
V Grebinju je njegov tast grof Ulrik II. Vovbrški, 30. maja 1292 prodal dvorec z imenom Rain v Rakkoniku (to je bil najverjetneje dvorec, ki je zdaj znan kot Rainhof v Ragganeu, severovzhodno od Šentpavla v Labotski dolini opatu Konradu, in obljubil, da bo dobil soglasje Ulrika IV. Pfanberškega za to prodajo, ker je bil Ulrik IV. še vedno gospodar v zastavo dane te in mnoge druge posesti vzhodno od reke Labotnica, na primer Puhelarn dvorca v Unterpichling (ki ga je kasneje pridobila opatija sv. Pavla) in Dachberg, Mühldorf, Lindhof, Götzendorf in Hundsdorf ter gradovi v Rabensteinu, Loschentalu in Labotu .
Ulrikov brat Rajnold, opat v opatiji Rein, je umrl 21. decembra 1292. Njegova smrt je Ulriku otežila življenje. Življenje je postalo še težje, ko je leta 1293 vojvoda Albert vzel starše po ženini strani (tasta in ženo) za talce in dal zapor in jih prepovedal prihod v Dunajsko Novo mesto . Ulrik je porabil veliko denarja, da bi jih osvobodil, in je bil ves čas brez denarja.
5. julija 1294 sta Ulrik IV. in njegova žena Margaret na gradu Judenburg zastavila svoj knežji fevd, grad pri Sankt Peter-Freienstein, dve veliki graščini v Tollingu in Welenu ter sodno pravico na območju od Hohenwarda in Chieneinöde do reke Kalten Rinne pri Röthelstein opatu Henriku iz Admonta.
Leta 1300 je Ulrik IV. Pfanberški prodal Salzburškemu nadškofu Konradu tri gradove s pripadajočimi pritiklinami, podložniki in ministeriali in sicer grad Rabenštajn, grad Loschenthal in grad Labot, ki jih je podedoval Ulrikov oče od grofov Liebenau, ki jih je potem pridobil nazaj v fevd, vendar je tega vrnil čez dve leti. Leta 1302 je Ulrik IV. prodal tudi grad Dravograd, ki je bil fevd Šentpavelskega samostana, Frideriku Štubenberškemu za 300 mark srebra.
Leta 1303 je Ulrik IV. prodal svojemu stricu svobodnemu gospodu Ulriku II. Žovneškemu oglejski fevd desetine v takratnih farah Sveti Križ in Ponikva. 
Ulrik IV. je umrl pred letom 1318 in je bil pokopan v opatiji Rein .

## Poroka in otroci
Ulrik IV. je bil poročen z Margareto, hčerjo grofa Ulrika II. Vovbrškega in grofice Neže Badensko-Avstrijske, in imela naslednje otroke:
- Ulrik V. Pfanberški (1287-1354)
- Elizabeta (1290-1363), poročena pred 1332 s Henrikom Planinskim (umrl pred 1363)